# Nahum Stelmach
Nahum Stelmach (hébreu : נחום סטלמך), né le 19 juillet 1936 à Petah Tikva et mort le 27 mars 1999, est un joueur et entraîneur de football israélien.

## Biographie

### Entraîneur
Il devient manager de l'Hapoël Haïfa dans les années 1970, et entraîne de nombreux joueurs internationaux israéliens célèbres dans leur pays tels que Yochanan Vollach ou Itzhak Englander (en).

## Palmarès
- Championnat d'Israël (6) :
  - 1954–1955, 1958–1959, 1959–1960, 1960–1961, 1961–1962, 1962–1963
- Coupe d'Israël (1) :
  - 1956–1957